# آشور (سرزمین)

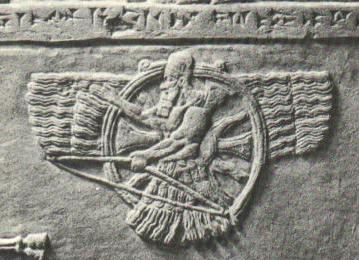
ایزد آشور که خدای آشوری‌ها از قرن ۲۶ پیش از میلاد تا قرن هفتم پیش از میلاد بوده‌است. طرح ایزد آشور از حوروس که او نیز بت و خدای مصر بود برگرفته شده‌است.

آشور (به سریانی کلاسیک: ܐܬܘܪ؛ نویسه‌گردانی: آثور یا سریانی کلاسیک: ܒܝܬ ܢܗܪ̈ܝܢ؛ نویسه‌گردانی: بت‌نهرین)، (به پارسی باستان:آثورا 𐎠𐎰𐎢𐎼𐎠 (Aϑur)؛ سرزمینی کهن در بخش میانی رود دجله و کوهستان‌های مجاور آن است. نخستین پایتخت آشور، شهر آشور در ساحل شرقی رود دجله در جنوب موصل امروزی، و پس از آن کالح (روستای النعمانیه، موصل امروزی) و سپس نینوا (موصل امروزی) و برای مدت کوتاهی دور شاروکین (خورس‌آباد) هم بوده‌است. نام شهر و سرزمین آشور از نام خدای بزرگ آشوری‌های باستان، به نام آشور گرفته شده‌است.

## ساکنان

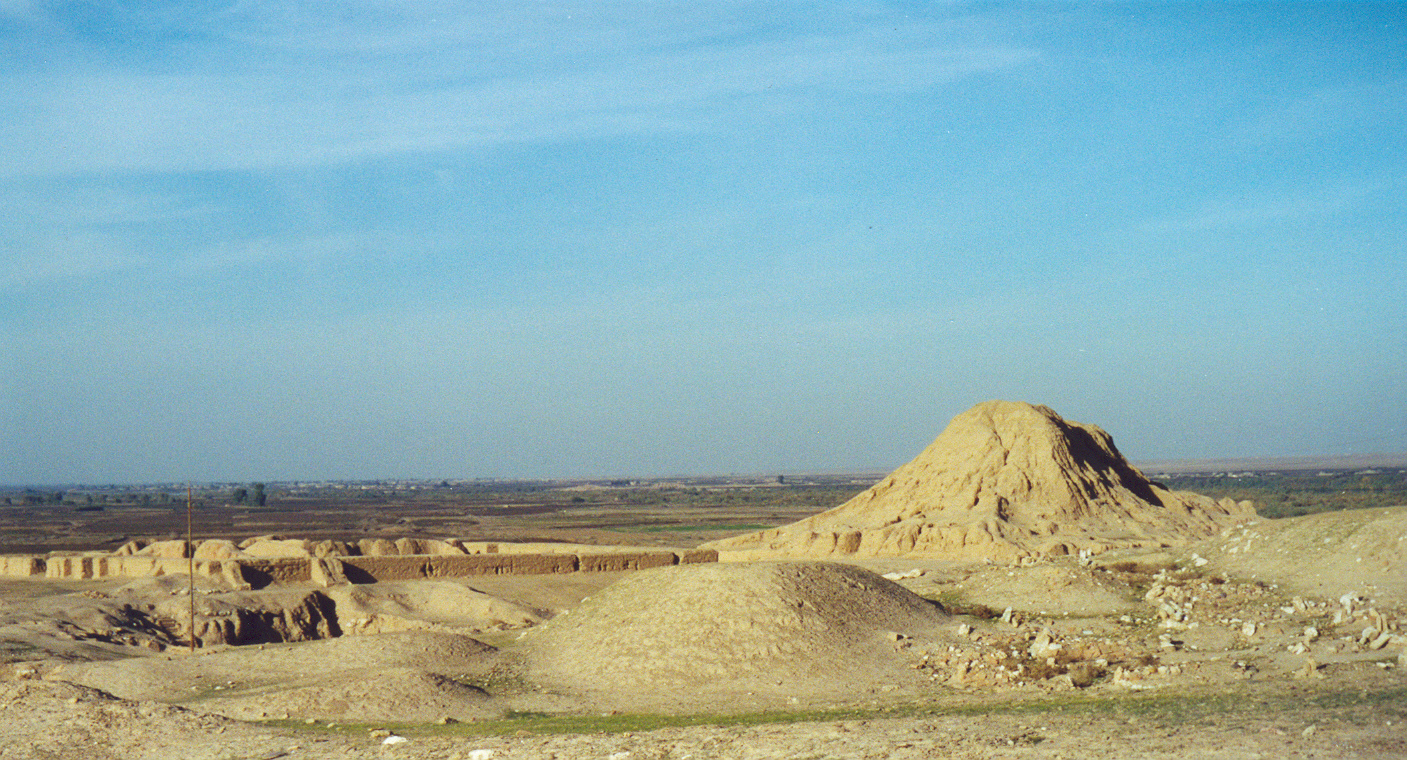
پایتخت سابق امپراطوری آشوریان آشور

آشوری‌ها اصالتاً از نژاد سامی بودند و زبان آنها از شاخه زبان‌های سامی و با سایر زبان‌های سامی، مانندِ عربی و عبری هم‌ریشه است. آشور در آغاز یکی از استان‌های دولت‌های سومر، اکد و بابل بود. در سال ۱۸۰۰ پ.م. فرمانروایان اولیه آشوری شهرهای آشور، اربلا (اربیل امروز) و آراپخا (کرکوک امروزی) را متحد کردند و سلسله‌های پادشاهی آشور بعد از سال ۱۴۲۰ پ.م. شکل گرفتند. چون سرزمینشان مانند بابل حاصلخیز نبود ناچار شدند که از دسترنج دیگران استفاده کنند، این بود که باج‌گیری و دست‌اندازی به سرزمین‌های دیگر را در پیش گرفتند. در نتیجه دولت آشور یک دولت حرفه‌ای جنگجو و متجاوز شد.

## تاریخ آشور
تاریخ آشور باستان به سه دوره تقسیم می‌شود:
- ۱- پادشاهی کهن (۱۹۰۶–۱۳۹۲ پ. م)
- ۲- پادشاهی میانه (۱۳۹۲–۹۱۲ پ. م)
- ۳-پادشاهی نو (۹۱۲–۶۰۹ پ. م)

### دوره آشوری کهن
دولت آشور دولت مهمی بود که در خاورمیانه باستان تشکیل شد و در آغاز تابع بابل بود. در سال ۱۸۰۰ پ. م فرمانروایان اولیه آشوری شهرهای آشور، اربلا (اربیل) و آراپخا (کرکوک) را متحد کردند و سلسله‌های پادشاهی آشور بعد از سال ۱۴۲۰ پ. م شکل گرفتند.
آشور حدود هزار سال دوام کرد. آشوری‌ها چون سرزمینشان مانند بابل حاصلخیز نبود باج‌گیری و دست اندازی به سرزمین‌های دیگر را در پیش گرفتند. در نتیجه دولت آشور یک دولت حرفه‌ای جنگجو و متجاوز شد.
بزرگ‌ترین پادشاه این دوره اریشوم یکم می‌باشد. اما پس از مدتی بابل دوباره موفق شد آشور را مطیع خود کند. از وقایع مهم این دوره پیدا شدن قومی صحراگرد و تازه‌نفس از عربستان بود که آشور و بابل را تحت فشار قرار دادند، این مردمان در تاریخ به آرامی‌ها مشهور هستند.
منابع میخی سومری و اکدی قدیم- قرن ۲۳ پ. م - قدیمترین اطلاعات در رابطه با تاریخ آشور هستند و مدارک زیر جزئی از منابع مزبور است:
1. فهرست اسامی فرمانفرمایان کوتی که علی‌الظاهر منشأ آن اطلاعات رسمی بوده و بخشی از آنچه را اصطلاحاً فهرست سلطنتی سومر می‌نامند تشکیل می‌داده‌است.
2. شرح شاعرانه‌ای دربارهٔ جنگ اوتوهگال پادشاه سومری شهر اور با تیرکان پادشاه کوتی. یادداشت وقایعی که کاهنان غیبگو در آن باره پیش‌گویی کرده‌اند.

در میان‌رودان- بین‌النهرین ـ قدیم مبدأ تاریخی وجود نداشت و سالشماری از روی وقایع برجسته به عمل می‌آمد و هر سال به نام واقعه‌ای برجسته که وقوع یافته بوده نامیده می‌شد. از آنجمله بود وقایع مربوط به لشکرکشی‌های شاهان سومر و اکد به جبال زاگرس.
- منابع میخی آشور مربوط به هزارهٔ دوم پیش از میلاد بسیار قلیل است و تقریباً تنها از کتیبه‌های پادشاهان تشکیل شده و مربوط به مراسم و سازمان مذهبی است و فقط به‌طور ضمنی - آن هم کلی- نتایج پیروزی‌های عمدهٔ پادشاه را ذکر می‌کنند.
- کتیبه‌های آشوری مربوط به قرن نهم تا هفتم پیش از میلاد صورت دیگری دارد. برخی از آن‌ها به زبانی شیوا، اطلاعات فراوان دربارهٔ کشورهایی که پادگان و اقامت دسته‌جات جنگی آشور بوده، به‌دست می‌دهند. کتیبه‌های این عهد به چند نوع یا دسته تقسیم می‌گردد:

1. نامه‌هایی به خدا- گزارش‌های مشروح دربارهٔ یکی از لشکرکشی‌ها که به عنوان معبد خدای بزرگ[۷] آشور است. گزارش‌های مزبور را کاتبان ادیب تنظیم نموده و مبتنی بر یادداشت‌های اصلی دبیران شاهی و صورت‌های غنایم بوده‌است.
2. سال نامه‌ها- یا شرح لشکر کشی‌های سالیانهٔ پادشاهان که از روی گزارش‌های بدوی خلاصه و تنظیم گشته‌است و برخی بخش‌های آن مختصر و ساده و از تحریف خالی نیست.
3. کتیبه‌های بازدید کلی- مجموعی از شروح لشکرکشی‌های یک پادشاه از لحاظ جغرافیایی، نه تقدم و تاَخر تاریخی.
4. کتیبه‌های پیروزی- که فقط حاوی نتایج پیروزی‌ها به‌طور اختصار است و ترتیبی در آن مراعات نگشته‌است.

به استثنای متون دستهٔ اول که مانند اسناد میخی عادی بر صفحات سفالین منقور می‌شده دیگر نوشته‌ها بر استوانه‌ها، مخروط‌ها یا منشورهای سفالین و صفحات سنگ نقر می‌گشت و عادت به مناسبت ساختمان عمارتی در پی آن قرار داده می‌شد. بانیان آن می‌پنداشتند که وقتی ساختمان کهنه شد و فروریختن آغاز کرد یکی از پادشاهان آینده تصمیم به تجدید بنای آن گرفته و دیوارها را برداشته کتیبه را مکشوف خواهد ساخت و خاطرهٔ اعمال پادشاهان بدین نحو محفوظ خواهد ماند. کتیبه‌های پیروزی یا فتح‌نامه‌ها بر روی کار و نمای سنگی اتاق‌های کاخ‌ها نیز در جای نمایانی نقر می‌شد.

### امپراتوری آشور میانه
شهر آشور اولین پایگاه آشوری‌ها به‌شمار می‌آید و توسعه قدرت آنان از همین شهر آغاز شد، به‌طوری که امپراتوری آشور میانه را بنیاد نهادند و گستره قدرت آشوری‌ها در زمان فرمانروایی توکولتی‌نینورتای یکم (۱۲۰۷–۱۲۴۴پ. م) به منتهای اوج خود رسید و آشوری‌ها حاکم مطلق سراسر میان‌رودان شدند؛ و حدود کشور از خاور و غرب توسعه یافت و لبنان و سوریه و فلسطین و مصر امروزی در تصرف آشوریان بود.
بزرگ‌ترین پادشاه این دوره آشور-ناصیر-پال دوم است که توانست مرزهای آشور را تا حدود پادشاهی تیگلات-پیلسر یکم گسترش بدهد.
اگرچه آشور در این دروه قویترین حکومت غرب آسیا بود اما پس از مدتی قومی شمالی (ساکن ارمنستان کنونی) بر ضد دولت آشور قیام کردند و دولت آرارات یا وان را پایه‌گذاری کردند، پس از این شورش، اقوام دیگر تحت حکومت آشور از اطاعت دولت آشور سرباز زدند و در نهایت شورشی در آشور این دوره را به پایان رسانید.

### امپراتوری آشوری نو
پس از «امپراتوری میانه آشور»، قدرت آشوری‌ها رو به سستی گذاشت، به‌طوری که تا دو یا سه سده پس از امپراتوری آشور میانه توسط اقوام بی‌تمدن مورد دست درازی و غارت قرار گرفتند، تا اینکه به مرور به خودباوری رسیدند و جان دوباره گرفتند و درست در همین زمان بود که عظمت و شکوه گذشته شکوفا شد و تمدن میان‌رودان شکل گرفت. بزرگ‌ترین پادشاه این دوره تیگلات-پیلسر سوم است که ابتدا به بابل لشکرکشی کرد و موفق شد بابلی‌ها و کلدانی‌ها را شکست بدهد، سپس به قسمت‌های شمالی لشکرکشی کرد که توانست قسمت‌های جنوبی سرزمین آرارات را ضمیمه آشور بکند ولی موفق به فتح پایتخت آن نشد.

### نخستین دورهٔ تهاجم آشور

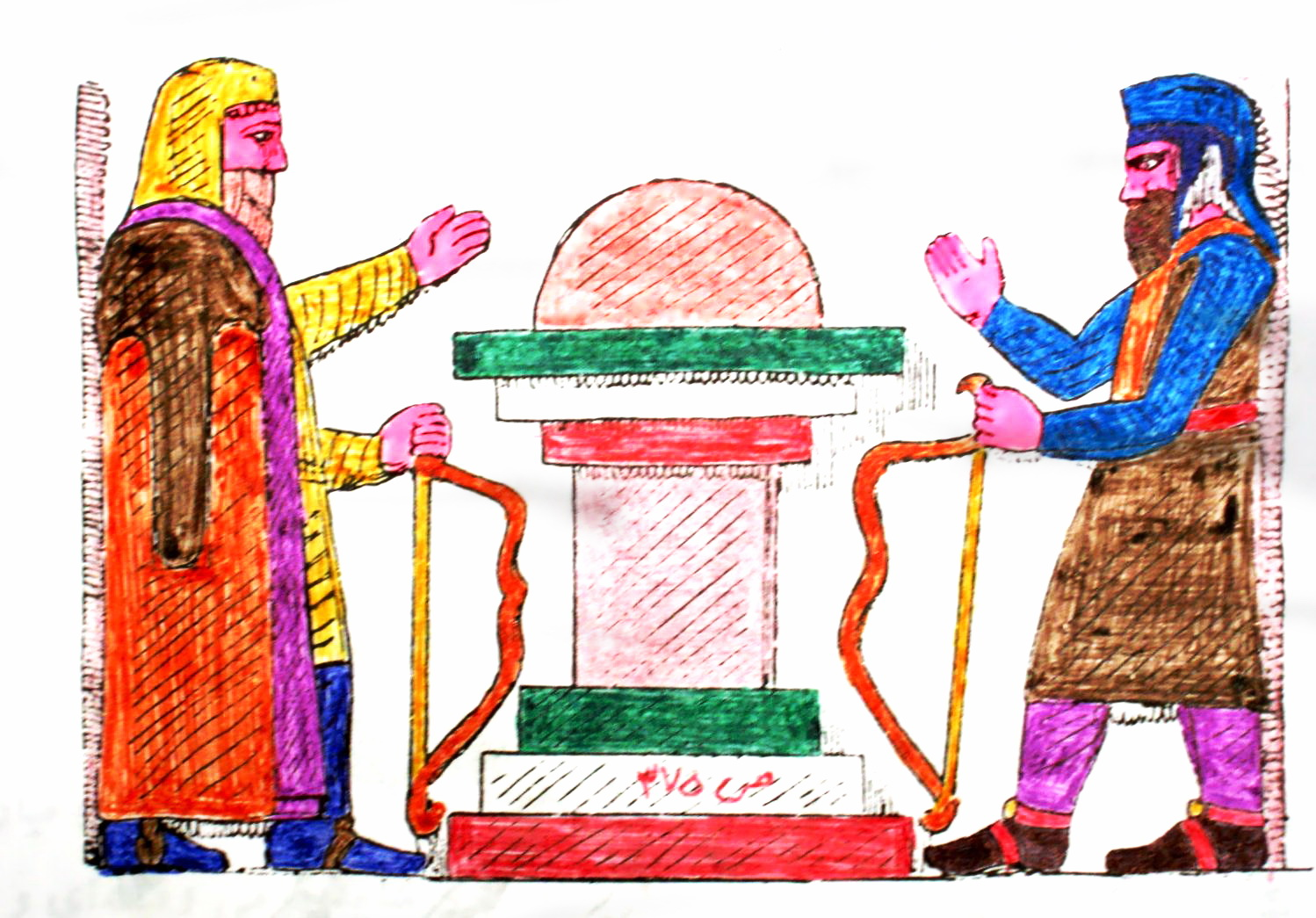
پیشوایان اتحادیه قبایلی ماد برای جنگ با آشور

لشکرکشی‌های سلاطین آشور که در قرن نهم پ. م در نقاط زاگرس تجدید گشت - همچون گذشته - جنبهٔ دستبرد داشت و هدف آن بیشتر غارت دام‌ها و گرفتن اسیر و برده بود. هر بار که لشکریان آشور نزدیک می‌شدند به‌وسیلهٔ آتشی که در قلل می‌افروختند از نزدیکی ایشان باخبر می‌شدند. بیشتر ساکنان دهکده‌های خویش را ترک کرده دام‌ها را به قلل صعب‌الوصول کوه‌ها سوق می‌دادند و دشمن علی‌الرسم جسارت نمی‌کرد ایشان را تعقیب کند. عامه مردم از ماندن در دهکده‌های مستحکم خویش امتناع می‌ورزیدند زیرا با اینکه نقاط مزبور با حصاری محصور و برای دفاع در مقابل حملهٔ دهکده‌های مجاور یا امارت‌های کوچک کافی بود، آنقدر قدرت و استحکام نداشت که محاصرهٔ منظم لشکریان آشور را که با بهترین وسایل فنی زمان خویش مجهز بودند تحمل کند؛ و در نتیجه در پناه بردن به کوه‌ها امید بیشتری برای حفظ افراد و دام‌ها وجود داشت؛ ولی چون نیروهای تولیدی ترقی و تکامل یافتند اموال و ثروت‌هایی به وجود آمد که بردن آن به کوه‌ها مشکل بود و به هر تقدیر اِعمال چنین شیوه‌ای، از تجاوز آتی نمی‌توانست جلوگیری کند. نخستین هدف تهاجم آشوریان زاموآ بود. در آن زمان از دریاچه ارومیه تا بخش علیای رود دیاله را به این نام زاموآ می‌نامیدند. در پایان قرن دهم پ.م. آداد-نراری دوم پادشاه آشور - ۹۱۱ تا ۸۹۰ پ. م - ناحیه‌ای از آن سوی زاب بزرگ سفلی - مرز کشور لولوییان - از هابهی و زاموآ تا گردنه‌های کشور نامار را درنوردید و قبل از آن نیز بسوی سرچشمهٔ زاب بزرگ رفته به کشور مهری که در نزدیکی کرانه‌های غربی دریاچهٔ ارومیه واقع بود رسید. در عهد پادشاهان بعدی آشور توکولتی نینورتای دوم که در سال - ۸۸۵ پ. م - لشکر کشید و آشور-ناصیر-پال دوم که در سال - ۸۸۳، ۸۸۱، ۸۸۰ پ. م - لشکر کشید تجاوز و لشکرکشی به اراضی زاگرس دوام یافت ولی لشکرکشی‌های آشور-ناصیر-پال دوم از دیگر تجاوزات جدی‌تر بود.

### دورهٔ دوم تهاجم آشور - تیگلات-پیلسر سوم

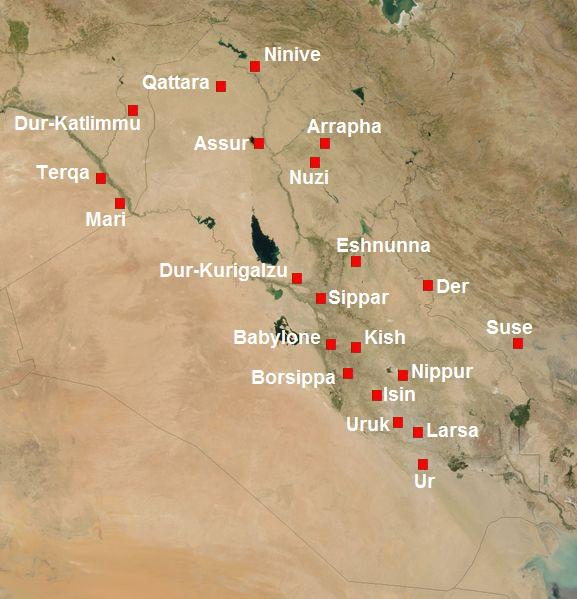
میانرودان

تهاجم آشور در سال - ۷۴۴ پ. م - با حمله به نامار آغاز گردید. لازم است ذکر شود که تیگلات-پیلسر سوم و جانشینان وی نسبت به سرزمین مفتوح رفتاری جز آنچه شاهان پیشین داشتند پیش گرفتند. پیشتر بخش اعظم ساکنان ناحیهٔ تسخیر شده را سر می‌بریدند و فقط عده معدودی افراد کارآمد را، برهنه کرده، طوق و زنجیر بر گردنشان نهاده و به بردگی می‌بردند ولی از زمان سلطنت تیگلات-پیلسر سوم تشخیص دادند که این شیوه نامناسب و از لحاظ نتایج حاصله برای طبقهٔ حاکمه و دولت آشور کم سود است. این بار چون توانسته بودند سرزمین مفتوح را جزو خاک آشور سازند، مردم آن دیار را در محل باقی گذاشته مالیات‌های سنگین بر ایشان وضع می‌کردند یا - در بیشتر موارد - ایشان را، به شیوه‌ای متشکل، با بخشی از اثاث البیت و لوازم و کودکان و غیره، به نقاطی که قبلاً بر اثر لشکرکشی‌های آشور ویران و غیر مسکون شده بوده تبعید می‌نمودند و به جای آنان ساکنان نقاطی را که در دیگر مرزهای پادشاهی خویش مسخر کرده بودند، ساکن می‌ساختند. بدین طریق بهره‌برداری عقلایی‌تری از اراضی امپراتوری آشور تأمین می‌شد و عواید آن منظم‌تر وصول می‌گردید و انتقال و تغییر محل مردم امکان تبانی و مقاومت در برابر متجاوزان را برای مردم دشوار می‌ساخت.
در سال - ۷۴۴ پ. م - لشکریان آشور که ظاهراً از سال پیش آمادهٔ سفر جنگی خویش گشته بودند بسوی بخش علیای رود دیاله حرکت کرده وارد سرزمین پارسوآ شدند. در سرزمین مزبور، مردم بومی غیرایرانی متمکن بودند و در اواخر قرن نهم پ. م نیز چنین بوده. اینان چند دولت بسیار کوچک داشتند و سال نامه‌ها ایشان را، بنام مؤسسان سلاله‌هایشان می‌خوانند بیت زاتی، بیت کاپسی، بیت سانگی یا بیت ساکّی و بیت تزّکّی. جریان عملیات جنگی واجد خصوصیاتی بود که پیشتر از آن سخن رفت؛ به این معنی که ساکنان محل در کوه‌ها پنهان شدند و در موارد نادر به قلعه‌ها پناه برده کوشیدند محاصره را تحمل و مقاومت کنند و آشوریان نیز دهکده‌ها و نقاط مسکونی را که به تصرف درمی‌آوردند سوزانده و هرچه و هرکه به دستشان می‌افتاد ضبط و سیر می‌کردند. آشوریان بعضی از فرمانفرمایان را نیز اسیر کردند. دیگر شاهان توانستند با کسان خویش در کوه‌ها پنهان شوند. چنانچه اسیران به گروه‌هایی که سخت با آشوریان دشمنی می‌ورزیدند منتسب می‌بودند ایشان را با سخت‌ترین شکنجه‌ها می‌کشتند و بر نیزه می‌نشاندند. بخشی از سرزمین مفتوح جزو خاک آشور گشت و حاکم‌نشین پارسوآ نامیده شد و مرکز آن دژ نیکور بود.
از آنچه گفته شد چنین بر می‌آید که لشکرکشی تیگلات- پیلسر سوم با لشکرکشی‌های دیگر پادشاهان آشور در قرن نهم پ. م تفاوتی نداشته‌است؛ ولی در کل خصوصیات جدیدی این لشکرکشی را ممتاز می‌سازد. تیگلات- پیلسر سوم در بیت زاتّی - که ناحیه‌ای بود جزو حاکم‌نشین نوین - عده‌ای از اسیران را آزاد کرد ولی قبلاً انگشتان ایشان را قطع کرد تا به کار جنگ نخورند ولی در ایالت نوبنیاد شهر آشور به منزله کارگر و موضوع بهره‌کشی مورد استفاده قرارگیرند. تیگلات-پیلسر سوم کوشید حتی در اراضی که مستقیماً جزو متصرفات آشور نشده بوده نیز استثمار و بهره‌کشی منظم از مردم را روبراه نماید یعنی خراج سالیانه‌ای بر ایشان وضع کند؛ مثلاً در بیت کاپسی چنین کرد و باتتانو شاه آنجا، داوطلبانه پرداخت خراج و مالیات و عوارض را به عهده گرفت و تیگلات-پیلسر سوم در عوض متعرض دژ وی موسوم به کارکاریخوندیر نگردید.
ویل دورانت در تاریخ تمدن خود می‌گوید: حکومت آشور بانی پال که بر منطقه وسیع آشور، بابل، ارمنستان، سرزمین ماد، فلسطین، سوریه، فنیقیه، سومر، عیلام و مصر سایه انداخته بود، بدون تردید یکی از بزرگ‌ترین سازمان‌های اداری بود که جهان مدیترانه یا خاور نزدیک تا آن زمان به خود دیده بود و تنها حمورابی و تحوتموس سوم بودند که قبل از آن بدین‌گونه دستگاه اداری، آن هم نه شبیه به آن، نزدیک شده بودند و تنها پس از آن، دستگاه اداری هخامنشی پیش از حمله اسکندر بود که توانست با آن برابری کند.

## سقوط آشور
سرانجام شهر آشور در ۶۱۲ پ. م با هجوم پادشاهی ماد سقوط کرد و سپس در نینوا امپراتوری آشور در ۶۱۴ پ. م با هجوم نیروهای متحد پادشاهی ماد و امپراتوری بابل نو سقوط کرد و نابود شد و برای همیشه از صفحه تاریخ محو گردید، نابودی آشور آغاز صعود پادشاهی ماد به شاهنشاهی ماد بود.

## آشور در دوران هخامنشی
آشوریه هخامنشی یا آشورا (پارسی باستان: 𐎠𐎰𐎢𐎼𐎠 Aθurā) نام منطقه‌ای در شاهنشاهی هخامنشی در حدود عراق فعلی بود که توسط آخرین حکمرانان آشوری(زبان اکدی) اداره می‌شد. همچنین این منطقه در زبان آرامی نو آثورا و در زبان یونانی آثوریا خوانده می‌شود. حکومت آشوریهٔ هخامنشی بین سال‌های ۵۳۹ تا ۳۳۰ پیش از میلاد تحت حکمرانی کوروش بزرگ یا عنوان یکی از ساتراپی‌های هخامنشیان وجود داشته. همچنین در کتیبه‌های هخامنشی از آن به عنوان داهو به معنای گروهی از مردم یا کشوری و مردمانش بدون مفهوم اداری یاد شده‌است.
امپراتوری آشور در شمال عراق، شمال شرق سوریه و جنوب شرقی آناتولی کنونی از بالای دجله تا بالای فرات گسترش داشت.
امپراتوری آشوری نو پس از یک دوره جنگ‌های داخلی سهمگین و پس از اتحاد و یورش مردمان ایرانی (مادها و پارس‌ها)، بابلی‌ها و کیمری‌ها در اواخر قرن هفتم پیش از میلاد بسیار ضعیف گشت و پس از نبرد نینوا ۶۱۲ و تا سال ۶۰۵ پیش از میلاد به‌طور کامل سقوط کرد. بین سال‌های ۶۰۵ تا ۵۵۹ پیش از میلاد منطقهٔ آشوریه بین امپراتوری ماد در شرق و امپراتوری بابلی نو در غرب تقسیم شده بود. هر دو بخش در سال ۵۳۹ پیش از میلاد به تصرف هخامنشیان درآمدند و هخامنشیان در مناطق ساتراپی‌های ماد و آثورا را ایجاد کردند. طبق گفتهٔ هرودوت قسمت اصلی منطقه به دو بخش بابل و بقیهٔ آشوریه تقسیم گشته بود.
با وجود چند شورش کوچک، آشوریه نقش مهمی را در حکومت هخامنشیان ایفا کرد. آشوری‌ها حق حکومت برخود را در سراسر دوران حکومت هخامنشی داشتند و به زبانشان به عنوان زبان دیپلماتیک توسط ایرانیان سخن گفته می‌شد. آشوریان به خاطر مهارت‌های رزمیشان در کنار سربازان لیدیهای‌ها به عنوان پیاده‌نظام سنگین سپاه هخامنشی خدمت می‌کردند. به علت خرابی‌های ناشی از سقوط امپراتوری آشور، برخی از تاریخ‌دانان آنجا را «سرزمین بایر خالی از سکنه» توصیف کرده‌اند. این درحالی است که برخی دیگر از آشورشناسان مانند جان کورتیس و سیمون پارپولا این ادعا را کاملاً رد کرده و استناد کرده‌اند که آشور در نهایت به یکی از ثروتمندترین مناطق در امپراتوری هخامنشی تبدیل شده بود. ثروت این سرزمین به دلیل استفادهٔ کارآمد ایرانیان از زمین‌های کشاورزی منطقه بود. در مقابل سیاست هخامنشیان دخالت نکردن در امورداخلی ساتراپی‌هایشان بود تا زمانی که این ساتراپی‌ها مالیات خود را به دولت بپردازند.

### آشوریه تحت فرمانروایی هخامنشیان
در زمان فرمانروایی هخامنشیان بر آشوریه، پایتخت‌های سابق آشوریان یعنی نینوا، دور شاروکین و نمرود جمعیت پراکنده‌ای داشتند. بیشتر آشوریان در شهرهای کوچک و روستاها سکونت داشتند. با این حال، بنابه نظر برخی آشورشناسان شهرهایی مانند عرفه، تل حلف و اربیل سالم و دست نخورده ماندند. طبق گفتهٔ تاریخ‌نگار یونانی گزنفون، با وجود ویرانی بسیاری از شهرهای آشوریان در جنگ‌ها، آشوریانی که در روستاها زندگی می‌کردند، زندگی مرفهی داشتند. گزنفون و سایر یونانیانی که از آشوریه بازدید می‌کردند، پس از عبور از شهر نمرود که از آن به عنوان «ویرانه‌ای با ساکنانی اندک» یاد می‌کند، از روستاهای شمال‌غربی منطقه به دنبال کرانهٔ رود دجله این گونه یاد می‌کند:
... روستاهایی پر از ذرت وجود دارد، قصری پیدا کردیم با روستاهای زیادی اطراف آن… آنان (یونانیان) در آن روستاها به مدت سه روز ماندند نه تنها به خاطر زخم‌هایشان، بلکه به خاطر اینکه آنان مقادیر بسیاری آرد و شراب و انبارهای بزرگ جو برای تغذیهٔ اسبان داشتند تمام این منابع توسط ساتراپ‌های منطقه جمع‌آوری شده‌است.
این نقل قول نشانگر رونق کشاورزی و وجود کاخ‌های ساتراپی در آشوریه است. مکان دقیق کاخ‌ها مشخص نیست اما آستن هنری لایارد باستان‌شناس بریتانیایی، مکان کاخ‌ها را نزدیک زاخو کنونی پیش‌بینی می‌کند.
کتیبهٔ یافت شده در مصر که به وسیلهٔ ساتراپ آن زمان آرسامس نوشته شده، از مراکز حکومتی آشوریان در زمان هخامنشیان را این‌گونه نام می‌برد:
- لیر: در نزدیکی درهٔ دیاله
- آرزوهینا: در تل چمچمال. ۴۰ کیلومتری شرق کرکوک
- اربیل
- هالسو: در مکانی نامعلوم
- متالوبش: ۲۰ کیلومتری شهر باستانی آشور

پیش از حکومت ایرانیان بر آشوریه، هخامنشیان تا حد زیادی تحت تأثیر آشوریان قرار داشتند. در زمان فرمانروایی هخامنشیان در این منطقه زبان آرامی به عنوان زبان میانجی با الفبای آشوری کاربرد روزمره داشت. مذهب آشوریان گرامی داشته می‌شد و سیستم قضایی آشوریان، تقویم آشوریان و قوانین حکومتی آنان به قوت خود باقی ماندند.
آشوریان مانند سایر خراجگزاران ایران، مجبور به پرداخت مالیات و اعزام سرباز برای سپاه ایران بودند. نقش برجسته‌ای در کاخ آپادانا ادای احترام مردان خراجگزار آشوری را نشان می‌دهد که هدایایی را برای پادشاه ایران آورده‌اند: یکی چرم، یکی پارچه، دو نفر ظرف و دو نفر قوچ شرقی آورده بودند.

### شورش‌های آشور، ۵۴۶ و ۵۲۰ پیش از میلاد
در سال‌های ۵۴۶ و ۵۲۰ پیش از میلاد مسیح، دو استان آشوریه یعنی ماد و آشورا علیه شاهنشاهی ایران شورش کردند. هرچند که شورش‌ها سرکوب شدند، اما این شورش‌ها می‌تواند نشان دهندهٔ اتحاد عمل این دو منطقه و شاید پیوند فرهنگی میان این دو باشد. با این حال این شورش‌ها می‌توانستند در جاهای مختلفی و حتی در سراسر میان‌رودان رخ دهند.

## آشور در دوران سلوکی و اشکانی
- مقاله ویژه: شاهنشاهی متحده اشکانی

ساتراپی بزرگ آسورستان در روزگار اشکانیان به چند ساتراپی کوچکتر تقسیم می‌شد چهار تا از این ساتراپی‌ها این‌ها بودند: خاندان آبگاری اسروئن، ساتراپان آدیابن، ساتراپان هترا و ساتراپان میشان. در پایان روزگار اشکانی اسروئن ابتدا به یک کلاینت رومی تبدیل شد و سپس یکپارچه به چهر یک کلونی رومی درآمد.

## آسورستان
در روزگار ساسانی ساتراپی آشور با نام آسورستان شناخته می‌شود و به آن لقب دل ایران‌شهر داده بودند و گاهی بخش‌هایی از آن یک کلونی رومی بود.

## سلاطین آشور
- اریشوم یکم
- آشور-اوبالیت یکم
- ادد-نیراری یکم
- شلمنسر یکم
- توکولتی نینورتای یکم
- تیگلات-پیلسر یکم
- ادد-نیراری دوم
- توکولتی نینورتای دوم
- آشور-ناصیر-پال دوم
- شلمنسر سوم
- شمشی-ادد پنجم
- ادد-نیراری سوم
- شلمنسر چهارم
- شلمنسر پنجم
- تیگلات-پیلسر سوم
- سارگون دوم
- سناخریب
- اسرحدون
- آشوربانی‌پال
- حماسه گیل گمش
- آشور-اوبالیت دوم

## جمعیت‌شناسی

نقشه طور عبدین که روستاها و کلیساهای سریانی را نشان می‌دهد. کلیساهای فعال با صلیب‌های قرمز و کلیساهای متروک با صلیب‌های نارنجی نشان داده شده‌اند.

جمعیت آشوری‌ها به دو دسته آشوری‌های ساکن سرزمین تاریخی آشور و مهاجران آشوری تقسیم می‌شود. از جمعیت آشوری‌ها آمار رسمی وجود ندارد، و تخمین‌های بسیار متفاوتی، از حدود کمی کمتر از یک میلیون نفر در سرزمین مادری آشوری‌ها، تا ۳/۳ میلیون نفر با احتساب جمعیت مهاجران آشوری، که بیشتر به دلیل نامشخص بودن تعداد آشوری‌ها در عراق و سوریه است. از زمان جنگ عراق در سال ۲۰۰۳، آشوری‌های عراقی به تعداد قابل توجهی اما ناشناخته به سوریه پناهنده شدند. از زمان آغاز جنگ داخلی سوریه در سال ۲۰۱۱، آشوری‌های سوریه به تعداد قابل توجه اما ناشناخته به ترکیه پناهنده شدند. مناطق بومی آشوری «بخشی از شمال عراق امروزی، جنوب شرقی ترکیه، شمال غرب ایران و شمال شرق سوریه» است.
جوامع آشوری که هنوز در میهن آشوری باقی مانده‌اند در سوریه (۴۰۰٬۰۰۰)، عراق (۳۰۰٬۰۰۰)، ایران (۲۰٬۰۰۰)، و ترکیه (۱۵٬۰۰۰–۲۵٬۱۰۰) هستند. اکثر آشوری‌هایی که امروزه در سوریه زندگی می‌کنند، در استان حسکه در روستاهای کنار رودخانه خابور، از آوارگانی هستند که پس از نسل‌کشی آشوری‌ها و کشتار سیمل در دهه‌های ۱۹۱۰ و ۳۰ به آن‌جا فرار کردند. جوامع مسیحی سریانی‌های ارتدوکس شرقی در طور عبدین، منطقه‌ای در جنوب شرقی ترکیه، آشوری‌های نسطوری در کوه‌های حکاری که در مرز شمال عراق و جنوب ترکیه قرار دارد، و همچنین دشت ارومیه، منطقه‌ای واقع در کرانه غربی زندگی می‌کردند. از دریاچه ارومیه، و کاتولیک‌های کلدانی و سریانی در دشت نینوا، منطقه ای واقع در شمال عراق، زندگی می‌کردند.
بیش از نیمی از مسیحیان عراق از آغاز جنگ عراق به کشورهای همسایه گریخته‌اند، و بسیاری از آن‌ها بازنگشته‌اند، اگرچه تعدادی از آن‌ها در حال مهاجرت به سرزمین میهنی آشوری در منطقه خودمختار کردستان هستند. اکثر آشوری‌ها امروزه در شمال عراق زندگی می‌کنند و جامعه آن‌ها در حکاری شمالی (ترکیه) کاملاً از بین رفته‌است و آن‌هایی که در طور عبدین و دشت ارومیه هستند عمدتاً خالی از سکنه شده‌اند.

## یادداشت
1. ↑  به دلیل حضور داعش در این مناطق، و کشتار مردم آشوری اکثر این مناطق را ترک کردند.